# Любомир Коларов
Любомир Панайотов Коларов е български журналист, политик и общественик. Главен редактор в БНТ. Депутат в XXXVII народно събрание. Председател на Комитета по пощи и далекосъобщения. Председател на фондация „Героите на България“ и председател на най-старото в България Сдружение на приятелите на Русия „Ал. Невски“.

## Биография

### Младежки години и образование
Любомир Коларов е роден на 25 юни 1943 година в град Бургас. Син е на юриста и областен управител на Бургаска област Панайот Коларов, а по линия на майка си Люба Сарачева е свързан с рода на Добри Желязков – Фабрикаджията, който е бил първият български индустриалец. Любомир Коларов завършва бившата Първа мъжка гимназия в София и две години отбива военната си служба в Ракетни войски на БНА. През 1968 година се дипломира в Московския държавен университет по специалност „Телевизионна и радио журналистика“.

### Професионална кариера
През 1968 – 1971 г. е репортер, редактор и коментатор. През 1971 – 1977 г. е изпратен като кореспондент на Българската телевизия в Москва. През 1977 – 1982 г. е зам.-главен редактор на Главна редакция „Информации“ в БНТ, а през 1982 – 1991 – главен редактор на Редакция „Светът в действие“ в БНТ. През 1991 – 1994 г. работи като главен редактор на ежедневника „Вечерни новини“ – БНТ.
В Българската национална телевизия се изявява като водещ на популярните предавания – „Хора и дела“, „Обеден информационен дневник“ (с младежка насоченост) и най-вече в „Светът в действие“, на което е и ръководител в продължение на 10 години. Създава филми за Никарагуа, Куба, Япония, Афганистан, Южен Йемен, Панама, Бразилия, Чили, Мадагаскар, Коста Рика, Перу, Чили, остров Гренада, за радио „Свободна Европа“, Германия, Австрия, Мексико, Еквадор и др. В златния фонд на БНТ са интервютата му с президенти, министър-председатели, ръководители на националноосвободителни движения, международни коментатори и популярни световни личности. За своята 25-годишна дейност Любомир Коларов е оставил във фонда на БНТ над 100 документално-публицистични филма и авторски предавания.

### Политическа кариера
1991 – 1998 г. – член на Висшия съвет на БСП. 1994 – 1998 г. – член на Изпълнителното бюро на ВС на БСП. 1994 – 1995 г. депутат в XXXVII народно събрание. 1995 – 1997 г. – председател на Комитета по пощи и далекосъобщения.

## Обществена дейност
От 1992 година е председател на най-старото в България Сдружение на приятелите на Русия „Александър Невски“, по чиято инициатива през 2007 г. до Руската църква в София е издигнат паметник на Алексей Сергеевич Пушкин във връзка със 170-годишнината от смъртта на световноизвестния класик. От 2007 година е председател на фондация „Героите на България“, построила през 2008 г. паметника на героите от Шипка – „Паметник на българските опълченци 1877 – 1878 г.“ по случай 130-ата годишнина от техния подвиг. А в чест на 135 години от Освобождението издигна паметник на освободителя на София генерал Йосиф Гурко.
Агент на ДС с агентурно име „Павел“, чието дело е унищожено на 30.07.1990 по искане на БКП, наскоро преименувала се на БСП, обявен с решение № 2-1591/ 29.03.2019 г. на КОМДОС.

## Семейство
От брака си с Ирина Бокова Любомир Коларов има син Павел и дъщеря Ная. От брака си с проф. Лилия Райчева има син Любомир.

## Награди
Награждаван е нееднократно като журналист и общественик. Носител е на орден „Кирил и Методий“ и на отличие „1300 години България“. През 1998 г. е обявен за почетен гражданин на гр. Сапарева баня.